# Pipistrellus maderensis
Нетопир мадейрський (Pipistrellus maderensis) — невеликий кажан роду нетопирів. Вважається дуже близьким родичем Pipistrellus kuhlii.

## Поширення
Країни поширення: Португалія (Азорські острови — наявність невизначена, Мадейра), Іспанія (Канарські острови). Зустрічається, від рівня моря до 2150 м на Канарських островах, хоча надає перевагу низовинам на Мадейрі.

## Стиль життя
Харчується в широкому діапазоні середовищ існування, в тому числі водному середовищі, лісі і сільськогосподарських угіддях. Харчується літаючими комахами, у тому числі малими молями і мухами. Гніздові колонії були знайдені в тріщинах скель, під дахами будинків, а також в коробках для птахів. Материнські поселення влаштовуються в тріщинах скель, коробках для птахів і щілинах в (часто покинутих) спорудах. Часто вид пов'язаний з людськими поселеннями.

## Морфологія
Шерсть на зверху і знизу приблизно однакового кольору, від шоколадно-коричневого до червоно-чи оранжево-коричневого.